# Gare de Frontenex
Gare de Frontenex vasútállomás Franciaországban, Frontenex településen.

## Vasútvonalak
Az állomást az alábbi vasútvonalak érintik:
- Saint-Pierre-d'Albigny-Bourg-Saint-Maurice-vasútvonal

## Kapcsolódó állomások
A vasútállomáshoz az alábbi állomások vannak a legközelebb:
- Gare de Grésy-sur-Isère
- Gare d’Albertville